# Andreas Schubert (Politiker)

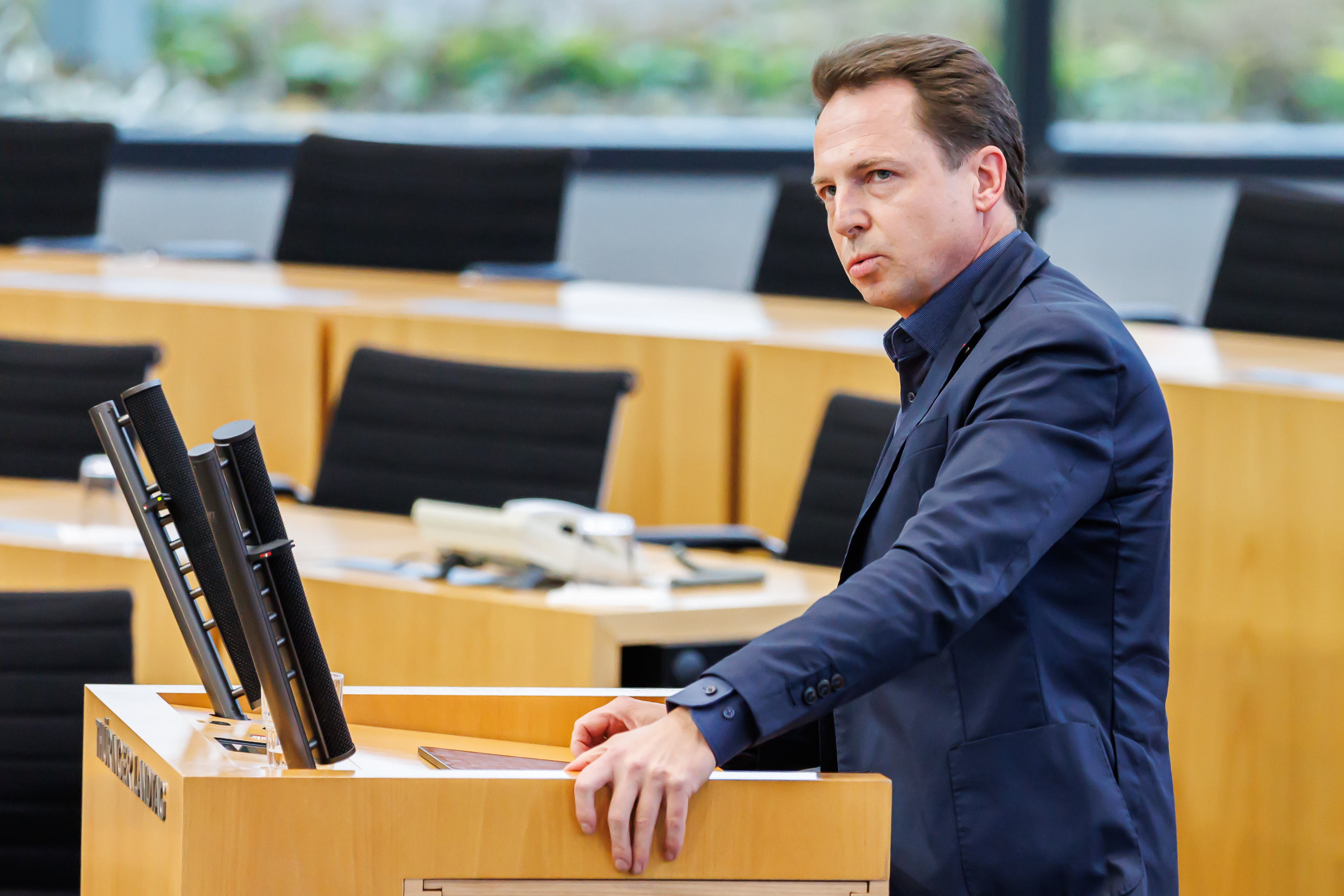
Andreas Schubert (2024)

Andreas Schubert (* 1970 in Gera) ist ein deutscher Politiker (Die Linke). Sie ist seit 2019 Mitglied des Thüringer Landtags.

## Leben
Andreas Schubert legte 1989 die Abiturprüfung an der Arbeiter-und-Bauern-Fakultät Halle ab. Anschließend studierte er von 1990 bis 1995 Geophysik in Moskau mit Abschluss als Diplomingenieur. Er kehrte nach Deutschland zurück und war bis 1999 bei einem Gasversorger tätig. Seit 2000 war er Wahlkreismitarbeiter in Gera – ab 2004 von Dieter Hausold – und qualifizierte sich von 2002 bis 2004 berufsbegleitend an der Thüringer Verwaltungsschule Weimar zum Verwaltungsfachangestellten.

## Partei und Politik
Schubert engagierte sich 1999 in der örtlichen Friedensbewegung Geras gegen den Jugoslawienkrieg und trat im Zuge dessen im Jahr 2000 in die PDS ein. Er wurde 2004 in den Stadtrat von Gera gewählt. In Gera wurde er 2009 der Stadtvorstandsvorsitzende und 2016 Fraktionsvorsitzender seiner Partei im Geraer Stadtrat. Im Landesverband der Thüringer Linken ist er seit Jahren in verschiedenen Bereichen wie den AGs Bildung, Struktur und Finanzen sowie im Landeswahlbüro aktiv. Er ist Mitglied im Aufsichtsrat der GVB Verkehrs- und Betriebsgesellschaft Gera mbH und im Studentenförderverein Geras sowie langjähriges Vorstandsmitglied im Interkulturellen Verein Gera.
Bei der Landtagswahl in Thüringen 2019 zog Schubert über die Landesliste der Linken in den Thüringer Landtag ein. Er ist seitdem Mitglied des Ausschusses für Wirtschaft, Wissenschaft und Digitale Gesellschaft, sowie stellvertretender Vorsitzender des Verfassungsausschusses und aktiv im Freundeskreis Kaliningrad. Bei der Landtagswahl 2024 zog er erneut über die Landesliste in den Landtag ein.

## Privates
Schubert ist verheiratet und hat zwei Kinder. Er engagiert sich aktiv seit vielen Jahren für die Städtepartnerschaften mit Russland - Pskow und Rostow am Don.